# 5-й Транзитний провулок (Житомир)
5-й Транзитний провулок — провулок в Корольовському районі міста Житомир.

## Розташування
Знаходиться на теренах Мар'янівки — Смоківки. Бере початок від 1-ї Мар'янівської лінії. Прямує на південний захід. Закінчується перехрестям з вулицею Якова Зайка. Має перехрестя з вулицею Луговою.

## Історія
Система Транзитних провулків виникла за місцем розташування меліоративних каналів на колишньому полі, де на початку ХХ століття розташовувалося Смоківське болото.
Провулок виник у середині 1960-х років. Чинна назва з 1968 року.
Станом на кінець 1960-х років траса провулку сформована; садибна житлова забудова сформована з південного боку провулка, з північного — на ділянці між нинішніми вулицею Луговою та 1-ю Мар'янівською лінією.